# 606
606是605与607之间的自然数，也可以指：

## 在数学中
- 合數，正因數有1、2、3、6、101、202、303和606。
質因數分解為{\displaystyle 2\times 3\times 101}。
- 過剩數，真因數和為618，盈度為12。
  - 半完全數，和為本身的其中一組因數為101、 202、 303。
- 不尋常數，大於平方根的質因數為101。
- 第45個佩服數，相減後為本身的因數為6。前一個為582、下一個為618。
- 無平方數因數的數。
- 第74個楔形數。前一個為602、下一個為609。
- 十进制的奢侈數。

## 在其它領域中
- 606年，公元7世紀的一個年份。
- 前606年，公元前7世紀的一個年份。
- 砷凡纳明，最早的有效抗梅毒药物，同時是第1種現代化療藥物
- 嘉義縣中埔鄉的郵遞區號